# Svenska cupen i handboll för herrar 1985/1986
Svenska cupen i handboll för herrar 1985/1986 var den elfte säsongen av Svenska cupen i Sverige sedan starten, och den sjunde i rad. Tävlingen samlade 132 lag, vilket är en ökning med 9 lag mot det tidigare rekordet.
För att de allsvenska lagen ska få meningsfulla matcher i det långa serieuppehållet p.g.a. långa landslagsupphåll både för damer (B-VM) och herrar (A-VM) har klubbarnas organisation Svensk Elithandboll och Handbollförbundet skapat ett nytt spelschema för Svenska Cupen. Både på dam- och herrsidan har de allsvenska lagen delats in i två grupper där lagen spelar en enkelserie. Ettan och tvåan i varje grupp går till kvartsfinal. Upplägget mötte protester från övriga lag som ansåg att de allsvenska lagens B-lag fick en förtur till slutspelet. Exempelvis saknade damlaget i Stockholmspolisens IF sex av sina ordinarie spelare som var uttagna till VM-spel med landslaget.
HK Drott försvarade sin cuptitel och tog sin fjärde cupseger under 80-talet efter att ha besegrat IK Sävehof från Partille med uddamålet 21-20 i finalen som spelades i Partille Idrottshall.

## Inledande omgångar
Turneringen inleds i september med fyra inledande omgångar som mynnar ut i åttondelsfinaler där fyra lag går vidare till kvartsfinal.
Första omgången
Strands IF - Västerås HF, 19-18

HK 71 - Irsta HF, 16-17

Sala HF - Borlänge HK, 12-28

Essinge IK - HK Silwing/Troja, 15-24

Vallentuna BK - Vänstorp/Solna IK, 27-19

Ludvika HF - HK Cliff, 25-33

Åkersberga HK - Tyresö IF, 21-24

FFH Vingåker - Hammarby IF, 22-38

Täby HBK - IFK Tumba, 18-37

BK Derby - Skånela IF, 25-21

IK Bolton - IK Göta, 18-33

IF Start - IFK Lidingö, 28-31

Hallstahammars SK - Stockholmspolisens IF, 18-33

RP IF - IF Swithiod, 19-16

Oxelösunds HK - IF Saab, 16-32

Norrköpings HK - IFK Nyköping, 29-14

Ljungsbro IF - Lindeskolans IF, wo till Lindeskolans IF

Motala HK - IFK Skövde, 11-26

IFK Karlsborg - IF Hellton, 22-28

HP Tibro - Kils AIK, 21-22

HK Hylte - IFK Hässleholm, 26-21

Bjärnums HK - HF Olympia, 28-29

IK Sund (Helsingborg) - IFK Karlshamn, 23-32

Hässleholms HP - Näsby IF, 26-19

Mörrums GoIF - Eslövs HF, 18-16

Västerviks HF - KFUM/BoIS Kalmar, 18-28

Oskarshamns HK - Karlskrona-Flottans IF, 32-33

Nybro IF - HK Eklöven, 23-22

Åhus IF - Dalhems IF, 22-26

IFK Knislinge - Vikingarnas IF, 17-33

Kävlinge HK - Tomelilla IF, 23-20

IK Lågan - Bromölla AIK, 16-13

IK Wargo - Skurups HB, 29-15

Malmö HP - Malmö BI, 11-28

Limhamns IF - IFK Ystad, 18-23

Ystads BK - IFK Malmö, wo till Ystads BK
Andra omgången
Kiruna HK - Bodens BK, 33-26

Skellefte HB - Brännans IF, 24-23

Malmbergets AIF - Hornskrokens IF, 16-25

Sundsvalls FHK - Öjeby IF, 20-24

Strands IF - Irsta HF, 16-22

HK Silwing/Troja - Borlänge HK, 34-33

Vallentuna HK - HK Cliff, 20-31

Tyresö IF - Hammarby IF, 28-18

BK Derby - IFK Tumba, 20-26

IK Göta - IFK Lidingö, 23-22

RP IF - Stockholmspolisens IF, 23-28

Norrköpings HK - IF Saab, 18-25

Lindeskolans IF - IFK Skövde, 20-31

Kils AIK - IF Hellton, 15-30

Falköpings AIK - Skövde AIK, 26-25

KFUM Ulricehamn - Tolereds AIK, 29-37

Vårgårda IK - Borås HK 84, 25-24

Kortedala IF - IK Baltichov, 19-24

Tuve IF - IK Heim, 24-28

Nödinge SK - BK Heid, 19-38

IK Celtic (Göteborg) - Halmstad HP IF, 21-26

IK Sävehof - GIK Wasaiterna, 27-25

HK Tord/Södra - Alstermo IF, 25-19

Eksjö BK - Växjö HF, 16-22

HK Hylte - HF Olympia, 24-32

Hässleholms HP - IFK Karlshamn, 23-25

Mörrums GoIF - KFUM/BoIS Kalmar, 22-23

Karlskrona-Flottans IF - Nybro IF, 30-23

Dalhems IF - Vikingarnas IF, 19-25

IK Lågan - Kävlinge HK, 21-19

IK Wargo - Malmö BI, 29-26

IFK Ystad - IFK Malmö, 18-26
Tredje omgången
Kiruna HK - Skellefte HB, 20-16

Hornskrokens IF - Öjebyn IF, 25-16

HK Silwing/Troja - Irsta HF, 20-22

Tyresö IF - HK Cliff, 22-31

IK Göta - IFK Tumba, 25-18

Stockholmspolisens IF - IF Saab, 17-25

IFK Skövde - IF Hellton, 27-31

Falköpings AIK - Tolereds AIK, 25-23

Vårgårda IK - IK Baltichov, 29-22

IK Heim - BK Heid, 25-29

Halmstad HP IF - IK Sävehof, 22-24

HK Tord/Södra - Växjö HF, 24-25

HF Olympia - IFK Karlshamn, 29-16

Karlskrona-Flottans IF - KFUM/BoIS Kalmar, 30-27

IK Lågan - Vikingarnas IF, 18-30

IK Wargo - IFK Malmö, 26-34
Fjärde omgången
Kiruna HK - Hornskrokens IF, 19-26

Irsta HF - HK Cliff, 22-27

IK Göta - IF Saab, 33-34

Falköpings AIK - IF Hellton, 20-25

Vårgårda IK - BK Heid, 23-30

IK Sävehof - Växjö HF, 23-17

HF Olympia - Karlskrona-Flottans IF, 26-22

Vikingarnas IF - IFK Malmö, 34-22

## Gruppspel
De 12 allsvenska lagen spelar under VM-uppehållet i februari-mars ett gruppspel där de indelades i två grupper A och B med sex lag i vardera grupp. Lagen möts i enkelmöten och ettan och tvåan i varje grupp går vidare till kvartsfinal.
Grupp A

GUIF, HP Warta, IFK Kristianstad, GF Kroppskultur, Ystads IF, LUGI

Kroppskultur och LUGI vidare
Grupp B

Redbergslids IK, HK Drott, IFK Karlskrona, Västra Frölunda IF, H 43 Lund, SoIK Hellas

Karlskrona och Drott vidare

## Slutspel
Åttondelsfinaler

Vinnarna av åttondelsfinalerna ställs i kvartsfinal mot de fyra allsvenska lagen som blev etta eller tvåa i sina kvalgrupper.
19 februari 1986, Hornskrokens IF - HK Cliff, 15-23

? februari 1986, IF Saab - IF Hellton, ?-? (Saab vidare)

18 februari 1986, BK Heid - IK Sävehof, 17-18

16 februari 1986, HF Olympia - Vikingarnas IF, 27-31
|  | Kvartsfinaler    | Kvartsfinaler  |              |    | Semifinaler | Semifinaler |  |  | Final | Final |
|  |                  |                |              |    |             |             |  |  |       |       |
|  | 5 mars 1986      |                |              |    |             |             |  |  |       |       |
|  |                  |                |              |    |             |             |  |  |       |       |
|  | IK Sävehof       | 21             |              |    |             |             |  |  |       |       |
|  | IK Sävehof       | 21             | 26 mars 1986 |    |             |             |  |  |       |       |
|  | Lugi HF          | 17             |              |    |             |             |  |  |       |       |
|  | Lugi HF          | 17             | IK Sävehof   | 25 |             |             |  |  |       |       |
|  | 6 mars 1986      |                | IK Sävehof   | 25 |             |             |  |  |       |       |
|  |                  | Vikingarnas IF | 21           |    |             |             |  |  |       |       |
|  | Vikingarnas IF   | Vikingarnas IF | 21           | 33 |             |             |  |  |       |       |
|  | Vikingarnas IF   |                | 15 maj 1986  | 33 |             |             |  |  |       |       |
|  | IFK Karlskrona   | 26             |              |    |             |             |  |  |       |       |
|  | IFK Karlskrona   | 26             | IK Sävehof   | 20 |             |             |  |  |       |       |
|  | ? mars 1986      |                | IK Sävehof   | 20 |             |             |  |  |       |       |
|  |                  | HK Drott       | 21           |    |             |             |  |  |       |       |
|  | IF Saab          | HK Drott       | 21           | 28 |             |             |  |  |       |       |
|  | IF Saab          | 17 april 1986  |              | 28 |             |             |  |  |       |       |
|  | GF Kroppskultur  | 22             |              |    |             |             |  |  |       |       |
|  | GF Kroppskultur  | 22             | IF Saab      | 17 |             |             |  |  |       |       |
|  | 27 februari 1986 |                | IF Saab      | 17 |             |             |  |  |       |       |
|  |                  | HK Drott       | 19           |    |             |             |  |  |       |       |
|  | HK Cliff         | HK Drott       | 19           | 21 |             |             |  |  |       |       |
|  | HK Cliff         |                |              | 21 |             |             |  |  |       |       |
|  | HK Drott         | 25             |              |    |             |             |  |  |       |       |
|  | HK Drott         | 25             |              |    |             |             |  |  |       |       |